# Пантхойбі
Пантхойбі або Пантоіпі — богиня в міфології та релігії Мейтей Стародавнього Канглейпака (Античний Маніпур), богиня цивілізації, відваги, родючості, ремесла, любові, перемоги, війни та мудрості. Вона одружена з Нонгпоком Нінтоу. За словами Джона Шекспіра, Пантхойбі — найвідоміша богиня своєї релігії.
Пантхойбі часто асоціюється з Леймарел Сідабі. Вона вважається однією з представників Леймареля.
Особистість Пантхойбі та інших богинь, таких як Емоїну і Фуойбі, зображують, а також впливають на сміливість, відвагу, незалежність, праведність і соціальну честь жінок Мейтей.

## Етимологія

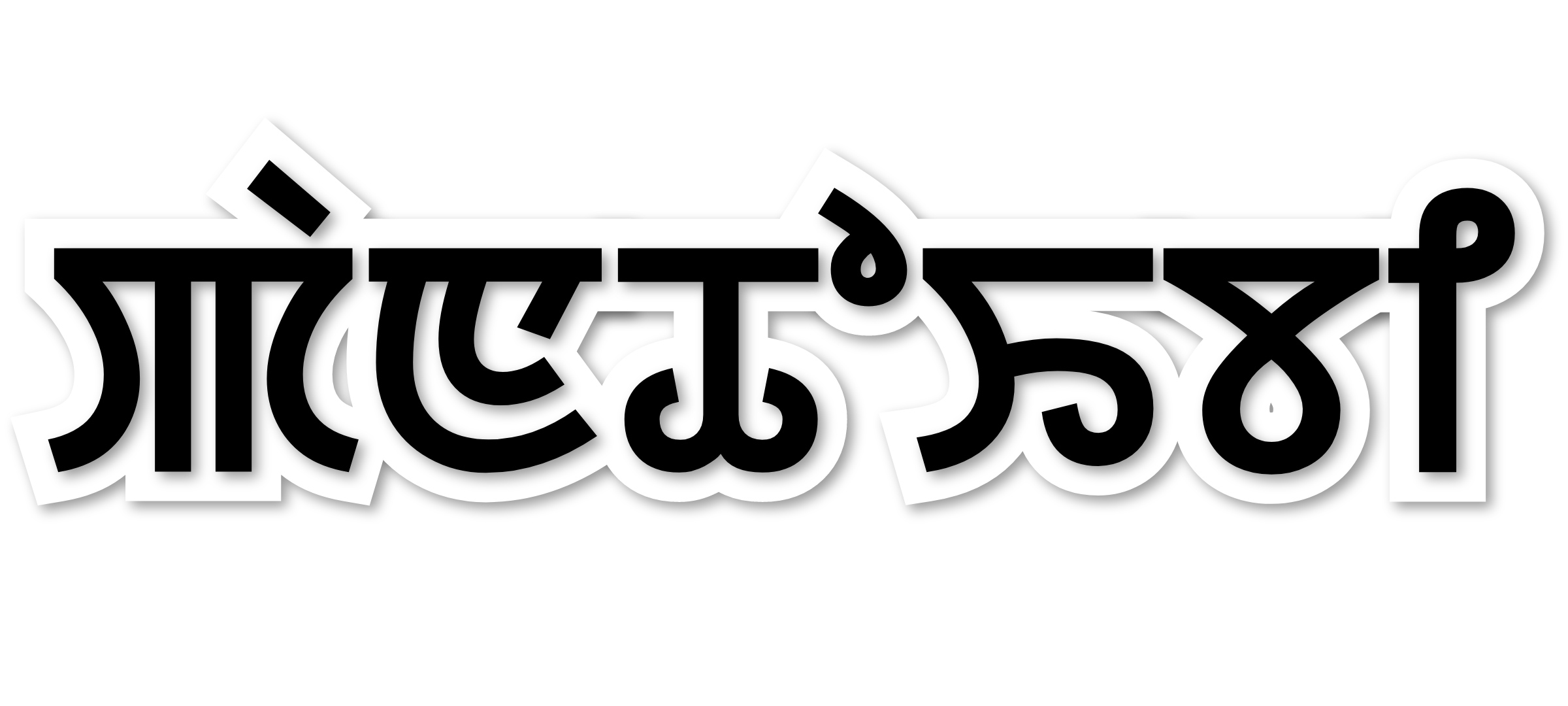
Слово «Пантхойбі», написане мовою маніпурі

Термін маніпурі «Пантойбі» складається з трьох слів: «Пан», «Той» та «Бі».
Мовою мейтей «Пан» означає панувати над чимось на кшталт країни, королівства, землі, нації чи держави.
Мовою мейтей «Той» значає перевершити, або перевищувати, або перемогти, або досягти успіху, або збільшити.
Мовою мейтей «Бі» («Бджола») або «Пі» є суфіксом для позначення жіночої статі. Наприклад, Thoibi — жіноче ім'я з «Той» та «Бі».
Термін «Тойбі» також відноситься до досконалості або завершення краси та досягнень.

## Історія

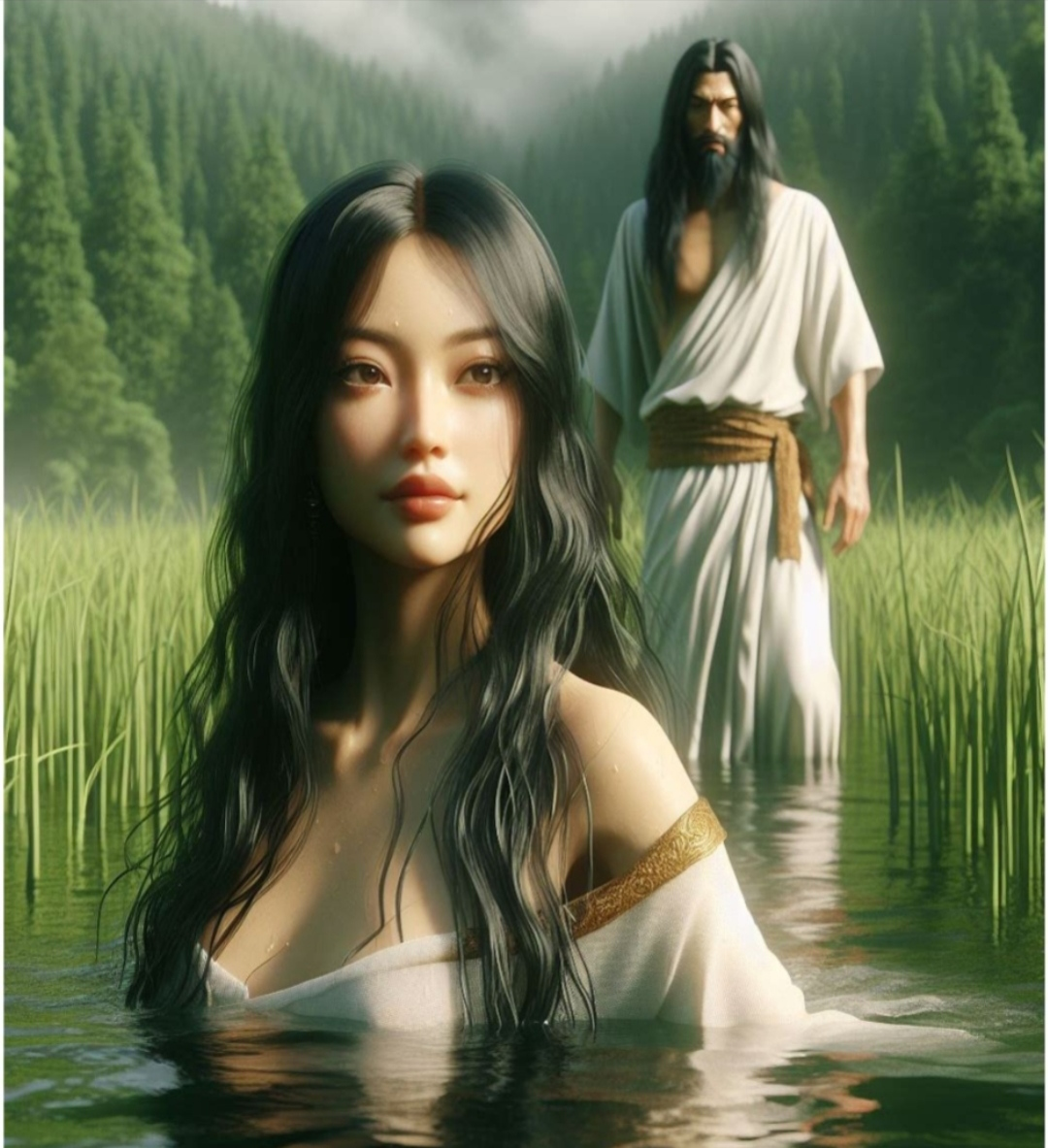
Пантхойбі

Поклоніння богині Пантхойбі почалося з часів правління Кангла з династії Хаба. Це було написано в Пантхойбі Хонгулі.
Текст Panthoibi Naheiron був написаний до нашої ери. Цей факт підтвердив Національний архів Індії. Він містить гімни Мейтея.
У 1100 році нашої ери текст Лоюмба Шиньєн згадує службу клану Хейшнам богині Пантхойбі. Текст звертається до неї як до найбільш обожнюваної богині Мейтей.
У XVII столітті Пантхойбі з'явилася як богиня війни верхи на тигрі. Перший запис Кейтарол Кумбаби про будівництво храму Пантхойбі зроблено у 1686 році. У цьому ж тексті перший запис про виготовлення її статуї був у 1699 році.
У XVIII столітті поклоніння Пантхойбі почало зменшуватися разом із зростанням вайшнавізму в Маніпурі. Король індуїстів Гаріб Нівадж Памхейба (1709—1748) розбив її обличчя. Він зламав її статуї. Останній зареєстрований храм на честь Пантхойбі було побудовано в 1700 році. Після цього на її честь не було побудовано жодного храму, поки не настала сучасна епоха.
З XVIII століття богиня Мейтей Пантхойбі прирівнювалася до індуїстської богині Дурґи або її проявів. Особистість Пантхойбі була змінена на індуїстську богиню Дургу. Їй поклонялися п'ять днів у вересні — жовтні.
Однак з 1960-х років поклоніння Пантхойбі знову зросло. Воно почало замінювати поклоніння Дурґі. У багатьох регіонах замість поклонінню Дурґі почали вшановувати Пантхойбі.

## Атрибути та епітети

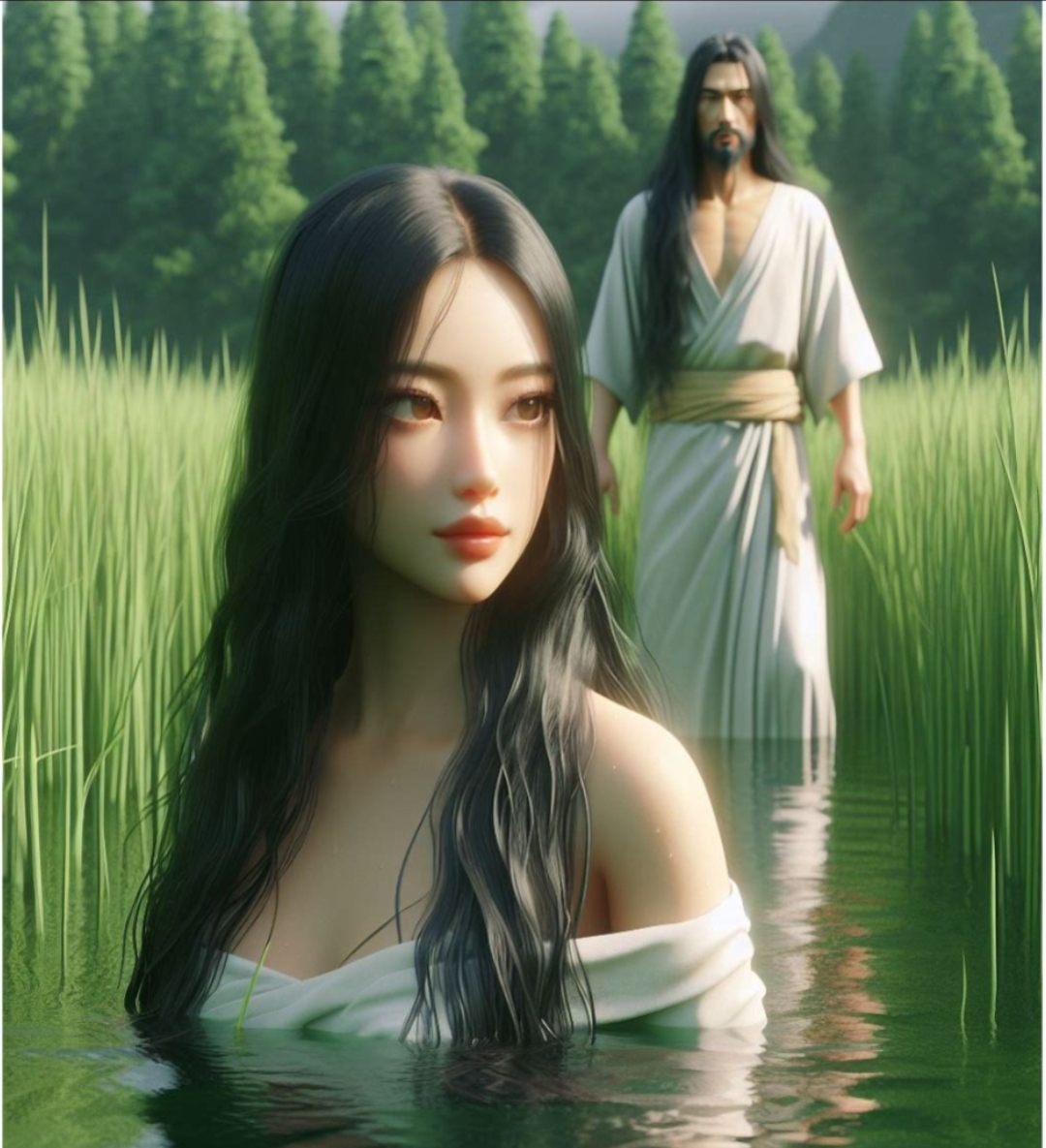
Пантхойбі

Богиня Пантхойбі вважається впевненою та дещо зарозумілою з жіночою гордістю. Легенда говорить, що вона має багато метаморфоз (форм). Одним із прикладів є Фуойбі (богиня зерна). Пантхойбі вважається правлячим божеством народження і смерті.

### Пантхойбі як богиня-жриця
Згідно з текстом Анойроля, богиня Пантхойбі є уособленням Хабі Ленгнао Момбі. Останнім є стародавнє amaibi (букв. жриця). Різні уособлення Пантхойбі проявляються по-різному відповідно до різних текстів. Пантхойбі вважався доісторичним Майбі. Вона також вважається втіленням богині Нонгтанг Лейма, іншої богині Амайбі.

### Пантхойбі як богиня гри
Пантхойбі — правляче божество гри Кан. Kang — популярна в Маніпурі домашня гра за традицією Маніпур. Гравці Кан моляться їй перед і під час гри. Люди вірять, що без її благословення неможливо зробити все можливе в грі.

### Пантхойбі як богиня-покровителька гончарів
Богиня Пантхойбі є покровителькою всіх гончарів. Вона подарувала жінкам Маніпура мистецтво виготовлення горщиків. Її навчила гончарному мистецтву богиня Леймарел Сідабі до її зникнення. У неї є інша міфологія щодо цього.

### Пантхойбі як богиня смерті і родючості

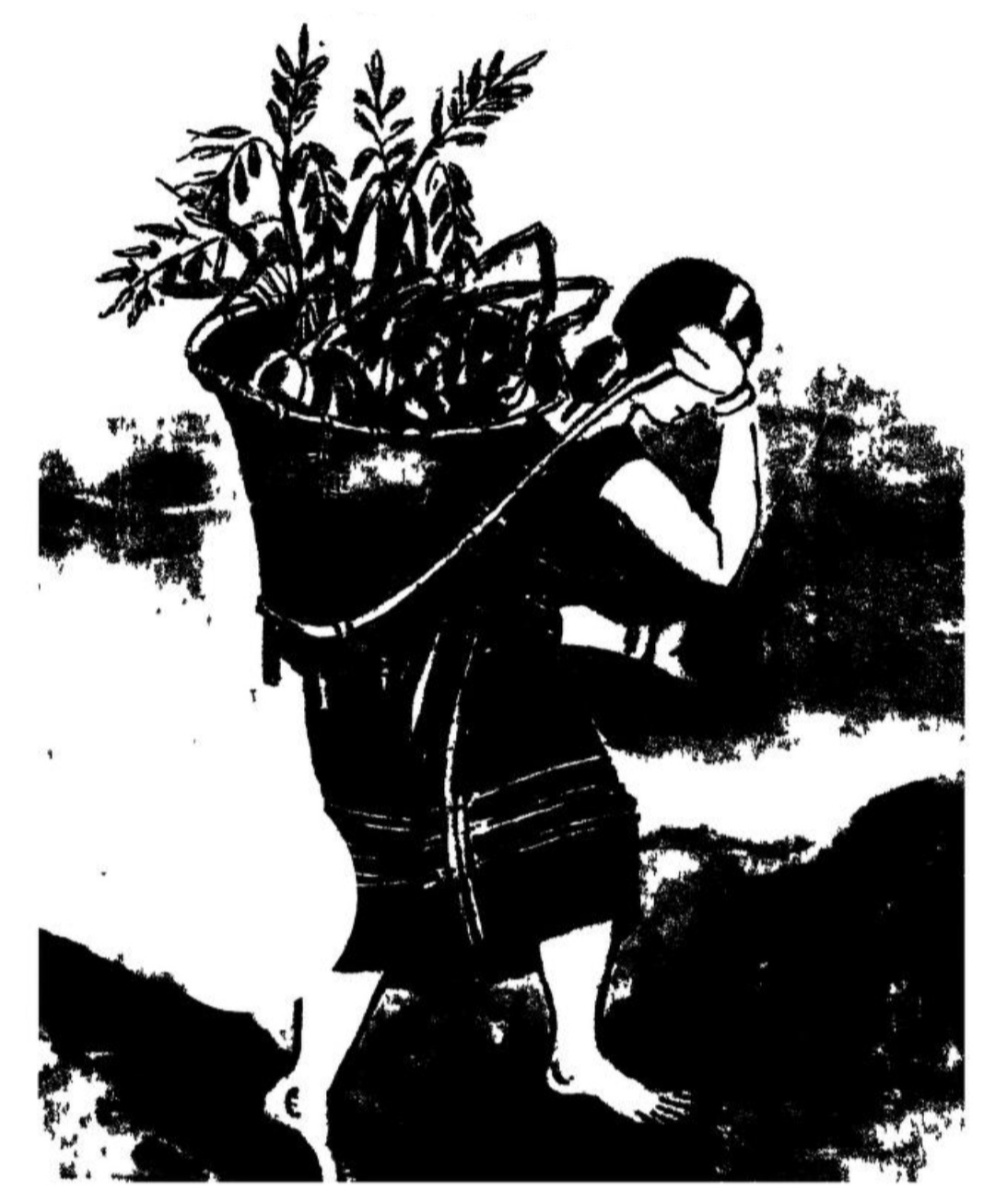
Хаореібі Шампубі (псевдонім Хаорейма) несе кошик на спині

Богиня Пантхойбі має легендарні зв'язки з Хаорейбі Шампубі (псевдонім Хаорейма). Хаореібі Шампубі — жінка з пагорбів. Її вбили, домовляючись про зустріч з коханим. Вона перетворилася на знищення духа. Вона вважається втіленням Пантхойбі. Отже, богиня стала асоціюватися зі смертю і родючістю.

### Пантхойбі як богиня хвороб
Пантхойбі погано реагує на погані дії людини. Якщо людина плюнула поблизу святині Пантхойбі, вона не зможе повернути шию. Вилікувати її можна було лише за допомогою майби. Для цього майба проведе ритуал.

### Пантхойбі як богиня прядіння і ткацтва

#### Навчання у павука
Богиню Пантхойбі надихнула павучиха, яка в кутку плела павутину. У павука вона навчилася мистецтву прядіння і ткання. Пантхойбі імітувала візерунок плетіння павука. Пізніше вона представила мистецтво ткацтва.

#### Навчався у іншої богині
В іншій легенді Пантхойбі навчила мистецтву ткацтва богиня Лейшамбі, богиня творення.

## Міфологія

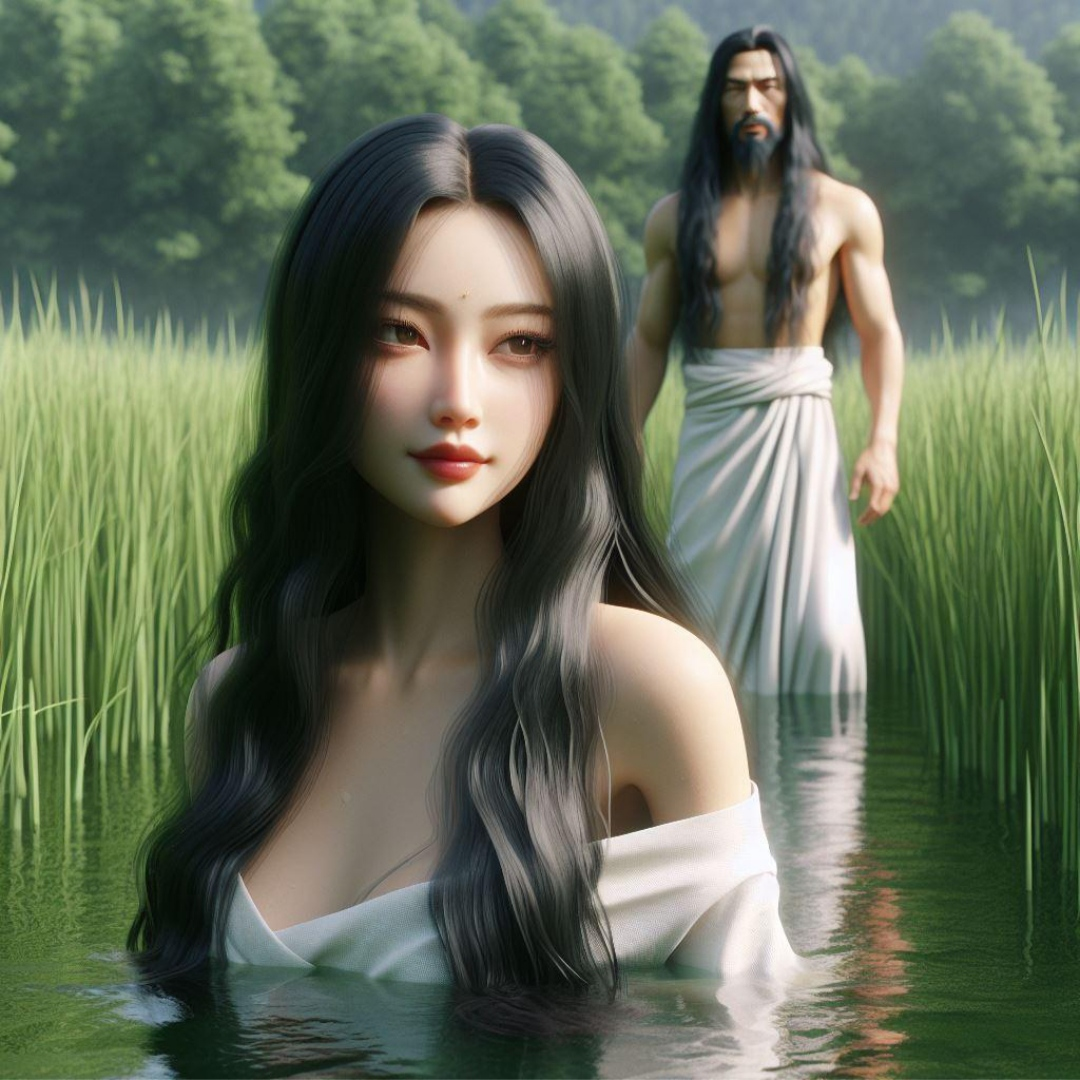
Пантхойбі

Пантхойбі — дівчина надзвичайної краси. Вона дочка царя Мейтей. Багато королів і князів хотіли одружитися з нею. Король Шапайба (Old Manipuri) був із західних частин долини Стародавнього Канглейпак (Античний Маніпур). Він був одним із її залицяльників. Він пообіцяв їй побудувати хороші дороги, красиві мости, просторий будинок і рибні ставки. Усі обіцянки були лише заради неї. Попри все це, вона не прийняла його пропозицію. Нарешті, Пантхойбі одружилася з Тарангом Хойнуча (псевдонім Тарам Хойнуча). Її смертний чоловік — син короля Хаби Сокчронгба і королеви Текнги з династії Хаба. Її шлюбна церемонія була досить пишною. Мостові стовпи виготовляли із заліза. Дошки виготовляли зі срібних пластин. Бічні перила були виготовлені із золотих прутів.

### Зустріч з Нонгпок Нінтоу
Богиня Пантхойбі вперше зустріла Бога Нонгпок Нінтоу (псевдонім Angoupa Kainou Chingsangsompa), коли блукала на відкритих луках, купалася і займалася спортом у прохолодних водах бурхливої річки. Її привабила красива зовнішність і велична особистість хлопця. Вони закохалися з першого погляду. Нонгпок Нінтоу запропонував їй втекти з ним. Але вже одружена богиня не скоро прийняла пропозицію, оскільки не минуло й п'яти днів після її весілля. Вона наполягала на тому, щоб він ще трохи почекав.
Пантхойбі та Нонгпок Нінтоу таємно зустрічалися багато разів. Це викликає у сватів Пантхойбі підозру щодо неї. Її смертний чоловік багато разів намагався завоювати її серце. Але всі ці спроби не увінчалися успіхом. Пантхойбі та Нонгпок Нінтоу нарешті втекли. Вони носили вбрання тангхулів.
Двоє божественних закоханих зрештою поєдналися на залитих сонцем схилах пагорбів Нонгмайчінг. Їхній щасливий шлюб був відзначений танцями та музикою богами (людей Лангмаї, а не богами в іншій версії). Це свято породило фестиваль Лай Хараоба.

#### Інша версія
В іншій версії історії Пантхойбі вперше зустріла Нонгпок Нінтхоу, коли допомагала своєму батькові вирощувати джхум. Вони закохалися з першого погляду без жодних розмов. Але Пантхойбі вступила в шлюб з іншим чоловіком проти її бажання. Вона покинула будинок чоловіка в пошуках свого справжнього коханого. Нонгпок Нінтоу також залишив свій дім з цією ж метою. Двоє закоханих зустрілися в Кангла. Кангла стала місцем їхнього божественного шлюбу. Отже, воно вважається особливим місцем коронації царів Мейтей.

### Пантхойбі і бог Сонця
Згідно з текстом Нуміт Каппа (бл. 1 ст.), на стародавньому небі сяяли два сонця. Один був поранений героєм-лучником (в деяких версіях багато чоловіків). Два сонця брата втекли зі своїх позицій. Вони ховалися довгих десять днів. Отже, світ залишався в темряві. Жоден чоловік не міг працювати. Посіви загинули. Загинула велика рогата худоба. Отже, десять благочестивих царів (або царських богів) наблизилися до багатьох божеств. Вони попросили кожного попросити Бога Сонця. Жодному не вдалося цього зробити. Нарешті десять богів прийшли до принцеси Пантхойбі, тому що вона знала багато таємниць. Отже, вона показала їм магічні церемонії, щоб заманити бога Сонця. Те ж саме вони зробили з богом Сонця. Непоранений Бог Сонця повернувся. Але поранений так і не повернувся.

### Пантхойбі і павучиха-ткаля

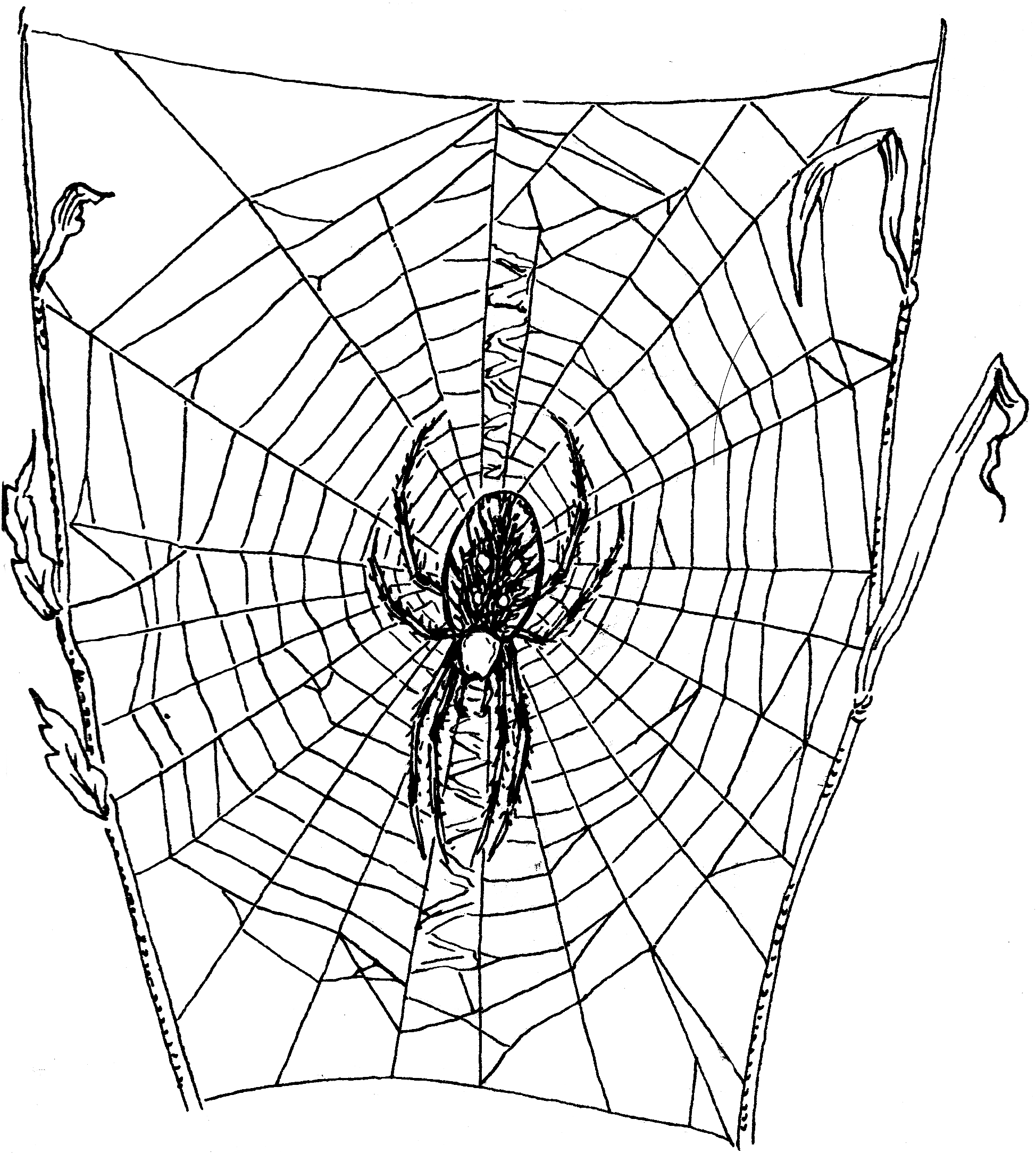
Павук, що плете павутину (павутину)

Одного разу Пантхойбі побачила павука. Він виробляв тонкі нитки. Він також виготовляв павутину (павутину). З цього вона отримала знання. Вона започаткувала мистецтво ткацтва. Божественна жіноча асоціація мистецтва означає асоціацію жінок з ткацтвом.

### Кераміка та людська цивілізація

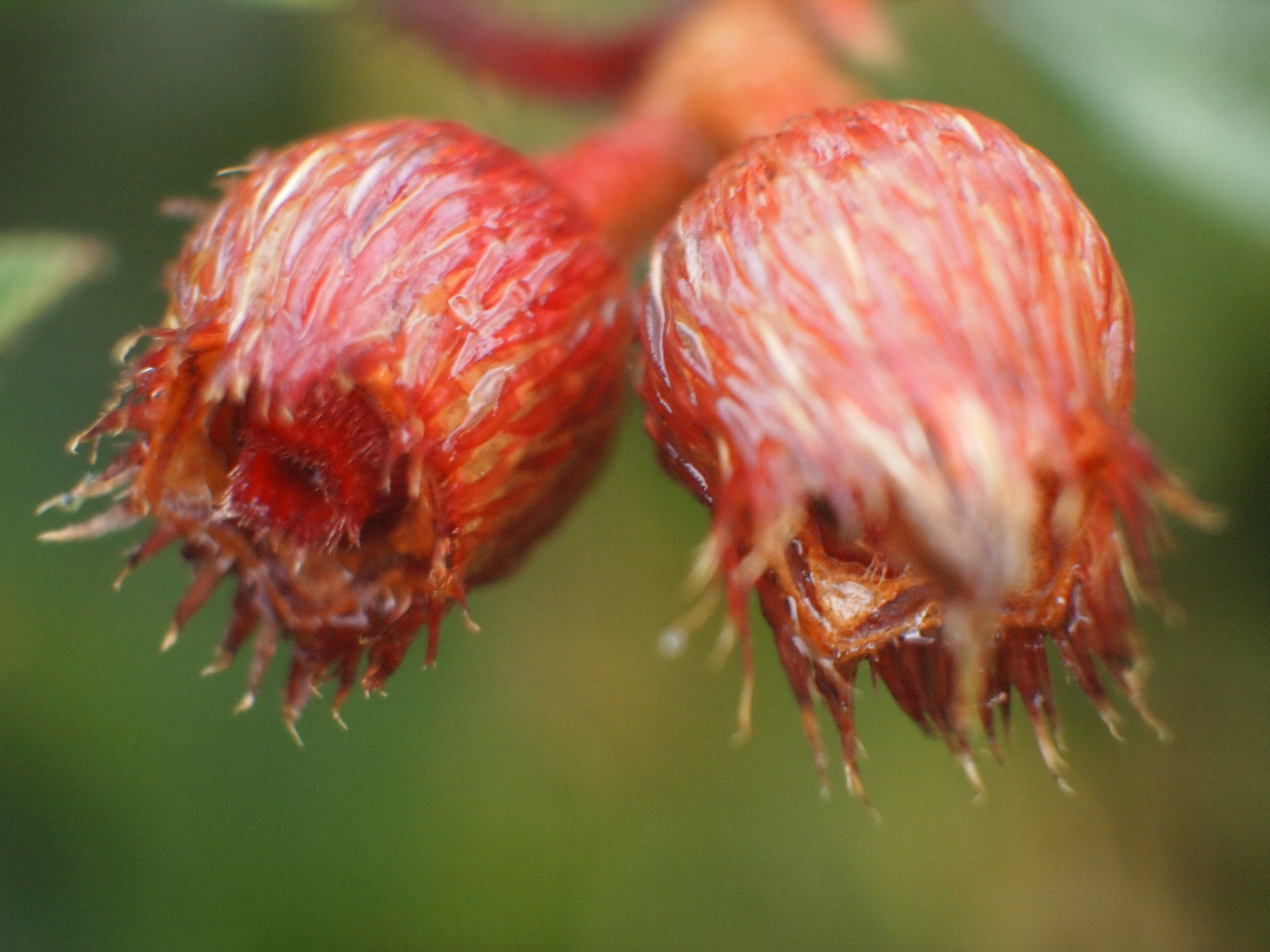
Малабатрична меластома

Після створення людей Пантхойбі створили свої поселення та місця проживання. Людина почала їсти і пити. Пантхойбі зрозуміла, що для зберігання їжі та води потрібні посудини. Отже, вона почала робити горщики. Спочатку їй бракувало ідеї, як зробити горщик. Пізніше вона озирнулася. Вона побачила квітку — Нура Худонглей (Малабарський меластом). Вона імітувала форму і дизайн квітки. Потім вона витягла горщик. З тих пір людська цивілізація почала виготовляти каструлі для приготування їжі та питної води.

## Поклоніння
Пантхойбі в основному поклоняється родині Хейснам етнічного походження Мейтей. Отже, вона також відома як Хейснам Лайрембі (букв. Лайрембі з Хейснаму).

## Ототожнення з іншими божествами
Пантхойбі вважається одним із божественних втілень богині Леймарел Сідабі. Вона також вважається втіленням богині Нонгтанг Лейма. Вона також має багато форм, включаючи Phouoibi (богиня зерна). Богиня Хаореібі Шампубі (псевдонім Хаорейма) також вважається втіленням Пантхойбі.

## Фестивалі

### Пантхойбі Іратпа

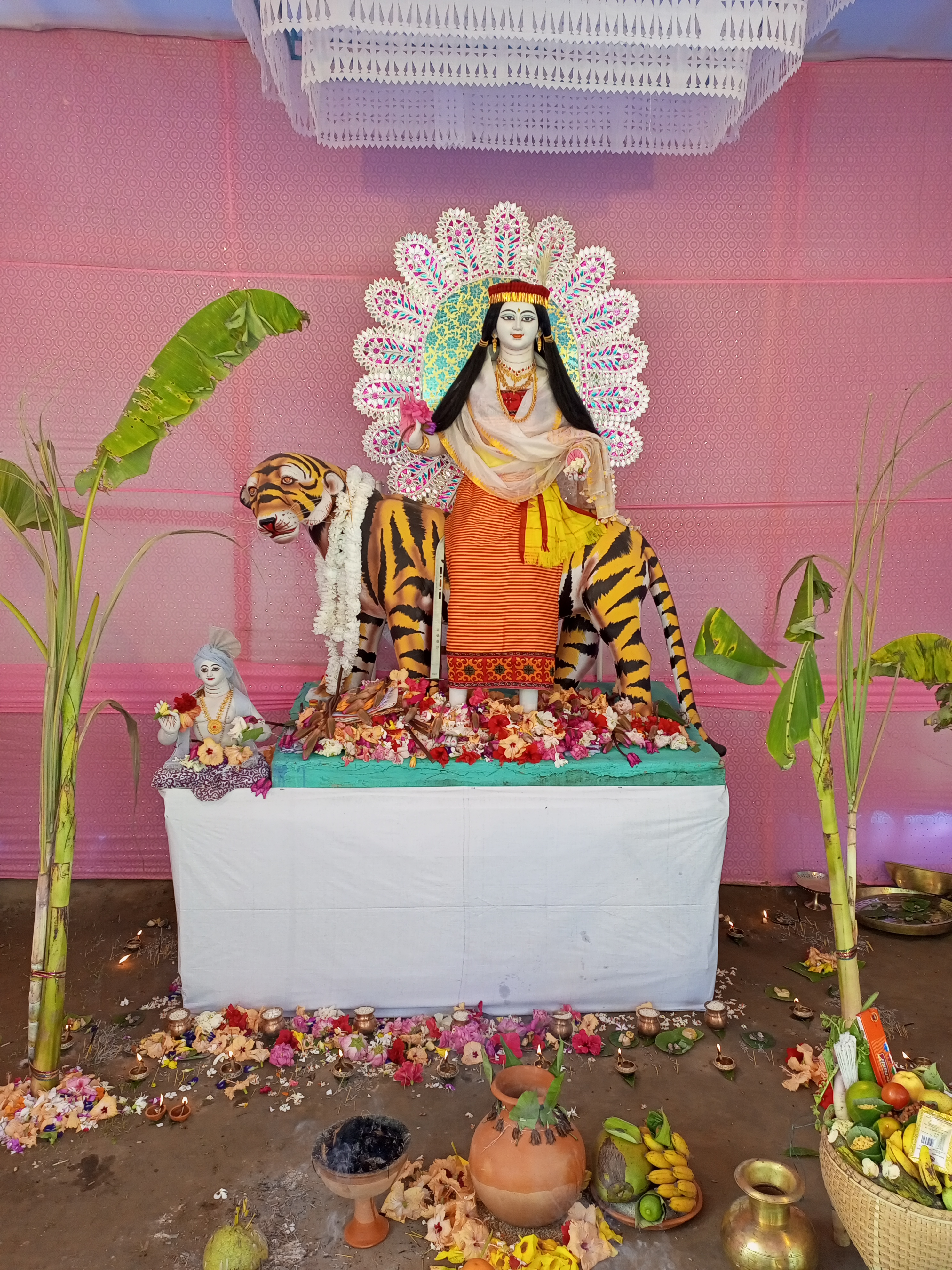
Статуя Пантхойбі під час фестивалю Пантхойбі Іратпа відзначається на Ходжай Натун Базарі, Ассам

Пантхойбі Іратпа (Panthoibi Eratpa) — релігійне свято, присвячене богині Пантхойпі. Його відзначають щороку.

### Лай Хараоба
Пантхойбі і Нонгпок Нінтхоу є ядром фестивалю Лай Хараоба. Їхня легенда займає важливе місце в ліричній літературі Стародавнього Маніпура.

## У формах мистецтва

### Пантхойбі Джагой
Panthoibi Jagoi — дуетна форма танцю, що супроводжується піснею кохання. Її співають майбі та Пена Хонгба (гравець пенья). У ній розповідається про кохання Пантхойбі та Нонгпок Нінтхоу. Також зображено процес ткацтва.

### Пантхойбі Шейшак
Panthoibi Sheishak — пісня, яку співають на фестивалі Lai Haraoba. Його виконують гравці пенья. У ньому розповідається про те, як Пантхойбі шукає свого коханого Нонгпок Нінтоу.
|  | It was the time of setting sun when the bright light on the face of the hills deceased, and the rising smoke in the hills gradually receded to meet the rising smoke from the plain. Пантхойбі не знала, де знаходиться Нонгпок Нінтоу, і в такому безпорадному стані вона благала високі дерева пагорбів і листяні рівнини допомогти їй знайти свого коханого. |

Це один із 9 стилів співу (мелодій), які співаються в Лай Хараоба.

### Тангкхул Нурабі Лутаба
Тангкхул Нурабі Лутаба — це розв'язування протистояння між Tangkhul Pakhang (втілення Nongpok Ningthou) і Tangkhul Nurabi (втілення Пантхойбі). Двоє гравців-репарт переодягаються в костюми Тангкхул-Наги, які працюють у полі. Це виконується в останню ніч Kanglei Haraoba (одна з чотирьох форм фестивалю Lai Haraoba).

## В культурі

### Комерція

#### Emporium Panthoibi
Panthoibi Emporium — торговий центр у Нью-Делі, Індія .

#### Корпус Пантхойбі
Panthoibi Housing Finance Company Limited є житловою фінансовою компанією. Його головний офіс знаходиться поблизу естакадного мосту Уріпок Турангбам Лейкаі в Імпхалі.

#### Торговий центр ремесел Panthoibi Manipur
Торговий центр Panthoibi Manipur Handicrafts Emporium є торговим центром у Делі, Індія. В основному тут зберігаються субпродукти ручної роботи з шовку з Маніпура.